# Oetker-Eisbahn

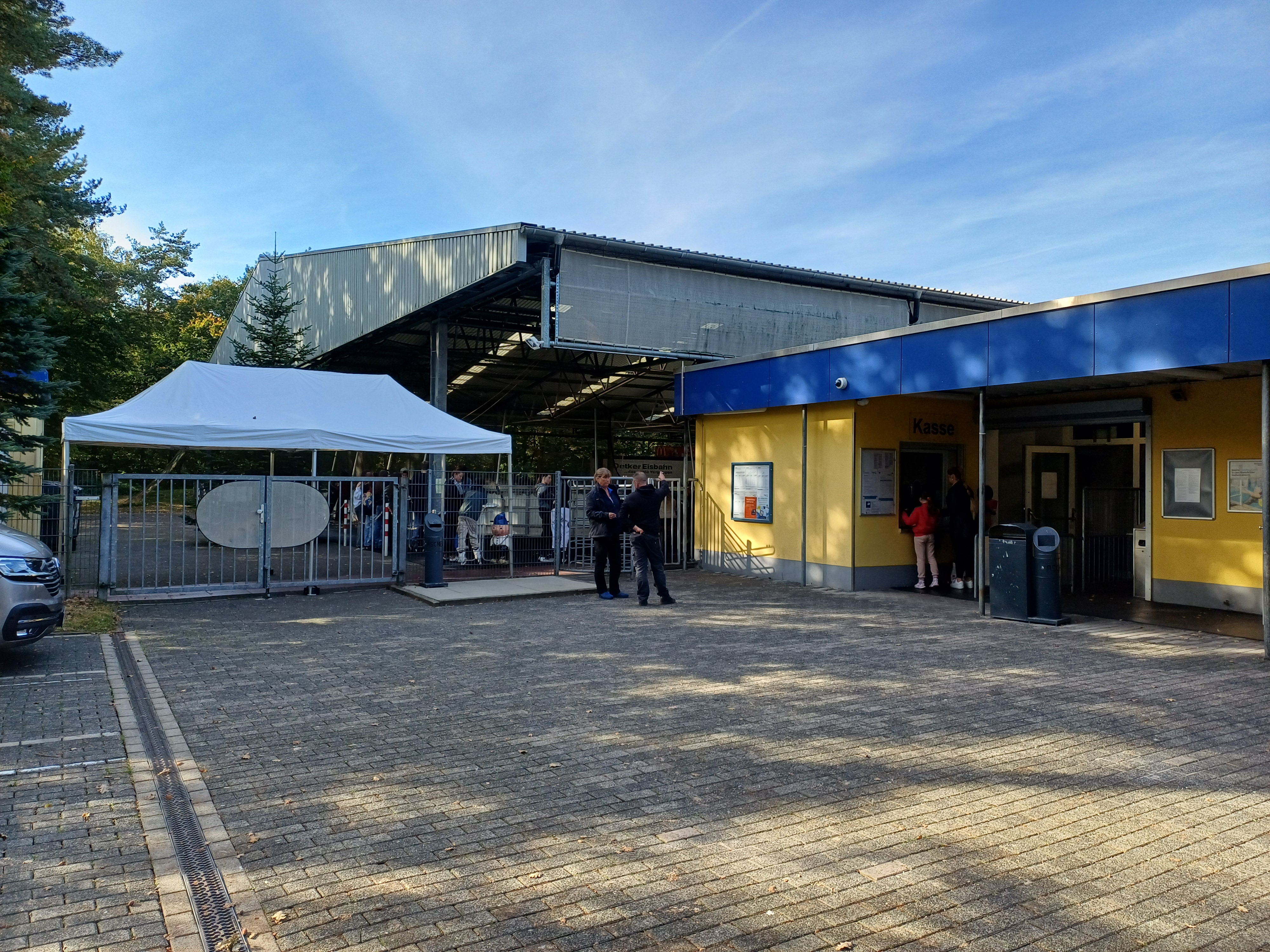
Die Oetker-Eisbahn

Die Oetker-Eisbahn ist ein Eissportstadion in der ostwestfälischen Stadt Bielefeld in Nordrhein-Westfalen.

## Lage und Ausstattung
Das Eissportstadion befindet sich im südwestlichen Stadtteil Brackwede an der Duisburger Straße. Nördlich des Stadions befindet sich das Hallenbad AquaWede. 
Die ursprünglich offene Eisbahn erhielt später ein Zeltdach, ist allerdings weiterhin an allen vier Seiten hin offen. Über den Banden befinden sich Fangnetze. Es gibt keine Tribünen. Namensgeber ist der Bielefelder Oetker-Konzern. 
Die Eisbahn ist in der Regel zwischen Oktober und März geöffnet. Betrieben wird sie von der BBF Bielefelder Bäder und Freizeiteinrichtungen GmbH, einer Tochter der Stadtwerke Bielefeld.

## Geschichte
Die Eisbahn wurde im Jahre 1977 eröffnet. Zunächst nutzte die Eishockeyabteilung des SV Brackwede die Eisbahn. 
Die Frauenmannschaft spielte in der Saison 1992/93 in der Bundesliga und von 2002 bis 2013 in der 2. Bundesliga Nord, während die Männermannschaft mehrere Jahre in der viertklassigen Regionalliga spielte. 
Im Jahre 1999 wechselte die Eiskunstlaufabteilung von Arminia Bielefeld auf die Oetker-Eisbahn. Neben Wettkämpfen veranstaltet die Abteilung ihre traditionelle Winterfete auf dem Eis. 
Im Jahre 2003 bezog auch die Eishockeymannschaft vom TSVE Bielefeld ebenfalls die Oetker-Eisbahn, da die bisher genutzte innerstädtische Deliuseisbahn abgerissen wurde.